# 比尔·丁威迪
威廉·E·丁威迪（英語：William E. Dinwiddie，1943年7月15日—），美国NBA联盟前职业篮球运动员。